# 짐머만 (패션 브랜드)
짐머만(Zimmermann)은 호주의 명품 패션 브랜드다. 짐머만은 니키 짐머만과 시모네 짐머만 자매가 1991년에 설립했다.

## 역사
니키 짐머만과 시몬 짐머만 자매는 1991년 패션 브랜드를 만들고, 1992년 첫 매장을 열었다. 모든 것은 시드니에서 시작되었다. 이스트 시드니에 위치한 디자인 스쿨을 다니던 니키 짐머만은 부모님의 차고에서 옷을 디자인하고, 패딩턴 마켓에서 팔면서 자신이 만든 옷에 대한 여성 손님들의 반응을 직접 볼 수 있었다.  이후, 니키의 여동생인 시몬 짐머만은 1991년에 동참했다.
짐머만은 매년 호주와 미국  뉴욕 패션 위크에서 기성복 컬렉션 을 선보였다. 이듬해, 짐머만은 수영복 및 아동복, 악세서리까지 분야를 넓혔다.
2008년, 짐머만은 온라인 쇼핑몰(zimmermannwear.com)을 열었다.

## 컬렉션
미국에서 2011년 런칭한 이후, 짐머만은 북반구 계절에 맞춰 컬렉션을 출시했다.  S/S 봄여름 컬렉션과 가을 리조트 컬렉션 및 여름 스윔 컬렉션까지 선보였다. 짐머만은 현재 기성복, 스윔 및 리조트 컬렉션, 키즈 컬렉션, 악세서리를 선보이고 있다.

## 사설
비욘세(Beyoncé), 켄달 제너(Kendall Jenner), 지지(Gigi), 벨라 하디드(Bella Hadid), 마고 로비(Margot Robbie), 크리시 타이겐(Chrissy Teigen), 칼리 클로스(Karlie Kloss), 제시카 알바(Jessica Alba), 케이트 허드슨(Kate Hudson), 패리스 잭슨(Paris Jackson), 제시카 비엘(Jessica Biel)  등 많은 스타들로부터 사랑받고 있으며, 이들이찾는 브랜드다.

## 수상 이력 및 정평
짐머만 브랜드는 2014년 호주 패션 로리엣 어워드(Australian Fashion Laureate Award) 및 AFI 수영복 디자이너 대상과 프리 데 마리끌레르가 주최한 행사에서 베스트 수영복 브랜드와 베스트 수영복 디자이너 대상을 받았다.
니키 짐머만은 호주 패션 위크 자문 위원이며,  콴타스, 호주의 얼 행사 청소년 어워드(QANTAS Spirit of Australia Youth Awards) 부문 멘토로 활동했었다. 또한, 그녀는 호주 패션 협회(Australian Fashion Chamber)의 창립 이사였다.

## 위치
짐머만은 호주, 미국, 영국에 총 27개의 매장이 있다.
전 세계 매장에서 컬렉션을 볼 수 있으며,  바니스(Barney’s), 삭스 피프스 애비뉴(Saks 5th Avenue), 버그도르프 굿맨(Bergdorf Goodman), 셀프리지스(Selfridges), 헤롤드(Harrods), 하비니콜스(Harvey Nichols) 에도 입점 되어 있으며, 네타포르터(Net-A-Porter) 에서도 찾을 수 있다.
또한, 짐머만은 시드니와 런던, 프랑스, 뉴욕, 로스 앤젤레스에 쇼룸 을 운영하고 있다.